# Linspire
Linspire é um sistema operativo tipo GNU/Linux intuitivo com um desktop (ambiente de trabalho) semelhante ao Windows XP. O nome Linspire sucedeu ao antigo Lindows, a empresa criadora deste sistema foi obrigada a mudar de novo devido à imposição da Microsoft. O chefe da empresa Linspire é Michael Robertson. O objectivo desse sistema operativo é concorrer com Windows XP e tornar-se sistema padrão, ou seja vir previamente instalado num computador, como sucede com o seu rival da Microsoft.
A versão 5 inclui o OpenOffice.org, uma aplicação semelhante ao Microsoft Office  que permite abrir ficheiros desse programa. Segundo os responsáveis pela empresa criadora deste sistema operativo, este é mais viável e seguro que o Windows XP.
Atualmente a situação do projeto é Descontinuado.